# Augusta-Kaserne
Die Augusta-Kaserne ist eine Kaserne der Bundeswehr in Koblenz, Rheinland-Pfalz. Die Augusta-Kaserne ist eine der kleineren militärischen Anlagen der Koblenzer Garnison und liegt rechtsrheinisch inmitten eines Wohngebietes.

## Geschichte
Die Kaserne wurde nach der Remilitarisierung des Rheinlandes ab 1936 im Rahmen des Ausbaus der Garnison Koblenz errichtet. Sie wurde 1938 nach Kaiserin Augusta benannt. In der Wehrmacht wurde die Kaserne durch das II. Bataillon des Infanterieregiments 80 genutzt. Die letzten Teile der Wehrmacht verließen am 2. April 1945 die Kaserne, die den Zweiten Weltkrieg mit Ausnahme eines Bombentreffers im Rahmen alliierter Luftangriffe auf Koblenz ohne Schaden überstanden hatte.
Ab April 1945 wurden in der Kaserne ehemalige NS-Zwangsarbeiter verschiedener Nationalitäten untergebracht und warteten dort auf ihre Heimreise.
Ab 1948 belegten französische Truppen bis zum Oktober 1957 die Kaserne, zugleich erhielt sie für diese Zeit einen neuen Namen: „Caserne Bercenais“. Untergebracht war das „7. Regiment des Tirailleurs algériens“. In dieser Zeit wurde das Offizierskasino eröffnet.
Im Oktober 1957 bezog das am 1. August 1956 in Grafenwöhr aufgestellte Panzerflugabwehrbataillon 5, das nunmehr in Flugabwehrbataillon 5 umbenannt worden war, die Kaserne, die wieder „Augusta-Kaserne“ genannt wurde. Damit ist sie die erste Kaserne der Bundeswehr in Deutschland, die den Namen einer Frau erhielt und wurde die einzige, als die Dr.-Dorothea-Erxleben-Kaserne 2007 außer Dienst genommen wurde. Das Flugabwehrbataillon 5 wurde am 1. September 1965 in seinen neuen Standort in der Rheingau-Kaserne in Lorch verlegt.
Dazu zog das am 1. März 1957 in Brannenburg aufgestellte Sanitätsbataillon 5 in die Kaserne ein. Am 30. April 1969 erfolgte die Verlegung an den endgültigen Standort in die Alsberg-Kaserne nach Rennerod.
Am 1. Juni 1969 wurde das Panzerbataillon 143 in die Augusta-Kaserne verlegt. Dieses am 3. September 1956 in Hohenfels gebildete Bataillon war zunächst als Panzerbataillon 5 bezeichnet worden und hatte ab 7. Februar 1957 Quartier in der Fritsch-Kaserne Koblenz bezogen, wo es am 1. April 1959 in Panzerbataillon 143 umbenannt wurde. Am 1. Januar 1977 erfolgte ein Unterstellungswechsel mit der Panzerbrigade 14 von der 5. Panzerdivision zur 12. Panzerdivision. Mit Wirkung ab 1. Oktober 1981 wurde das Bataillon mit Standort in der Augusta-Kaserne in Panzerbataillon 343 umbenannt. Gleichzeitig wechselte die Panzerbrigade 14 ihre Nummer und wurde zur Panzerbrigade 34. Mit dem Ende des Kalten Krieges wurde das Panzerbataillon 343 am 18. September 1992 in das Panzergrenadierbataillon 343 umgegliedert und schließlich am 15. März 2003 endgültig außer Dienst gestellt.
Das Panzerbataillon teilte sich von Beginn an die Liegenschaft mit der am 29. August 1967 aufgestellten Panzerjägerkompanie 140 und der Instandsetzungsausbildungskompanie 10/5 (ab Einführung der Heeresstruktur 4 als Instandsetzungsausbildungskompanie 5/5 bezeichnet). Am 1. Oktober 1981 wurde die Panzerjägerkompanie 140 ebenfalls in Panzerjägerkompanie 340 umbenannt und am 31. März 1992 außer Dienst gestellt.
Als viertes Bataillon der Panzerbrigade 34 wurde am 1. Oktober 1981 das gemischte Panzerbataillon 341 mit Sitz in der Augusta-Kaserne gebildet. Die aktiven Kompanien dieser teilgekaderten Einheit wurden auf die aktiven Bataillone der Brigade aufgeteilt und diesen unterstellt, so beispielsweise die 2./Panzerbataillon 341 dem Panzergrenadierbataillon 342, die 3./Panzerbataillon 341 dem Panzerbataillon 343 und die 4./Panzerbataillon 341 dem Panzerbataillon 344.
Bis zum 30. September 2013 befand sich ein Feldjägerkommando in der Kaserne (3. Kompanie des in Mainz beheimateten Feldjägerbataillon 251, zuvor 5./FJgBtl 740).
Derzeit (Stand 2016) befinden sich in der Kaserne das Kompetenzzentrum Informationstechnologie (KIT) Koblenz, das Bundeswehr-Dienstleistungszentrum (BwDLz) Koblenz sowie Teile des Zentrum Innere Führung (ZInFü).

## Gebäude
- mehrere Unterkunftsgebäude
- Wachgebäude
- Instandsetzungshallen, ehem. als Stallungen verwendet
- die ehemalige Reitbahn, jetzt als Parkplatz genutzt
- Mehrzweck-, Exerzierhalle